# Merten
Merten is een gemeente in het Franse departement Moselle (regio Grand Est). De plaats maakt deel uit van het arrondissement Forbach-Boulay-Moselle. Merten telde op 1 januari 2022 1.450 inwoners.

## Geografie
De oppervlakte van Merten bedroeg op 1 januari 2022 5,23 vierkante kilometer; de bevolkingsdichtheid was toen 277,2 inwoners per km².

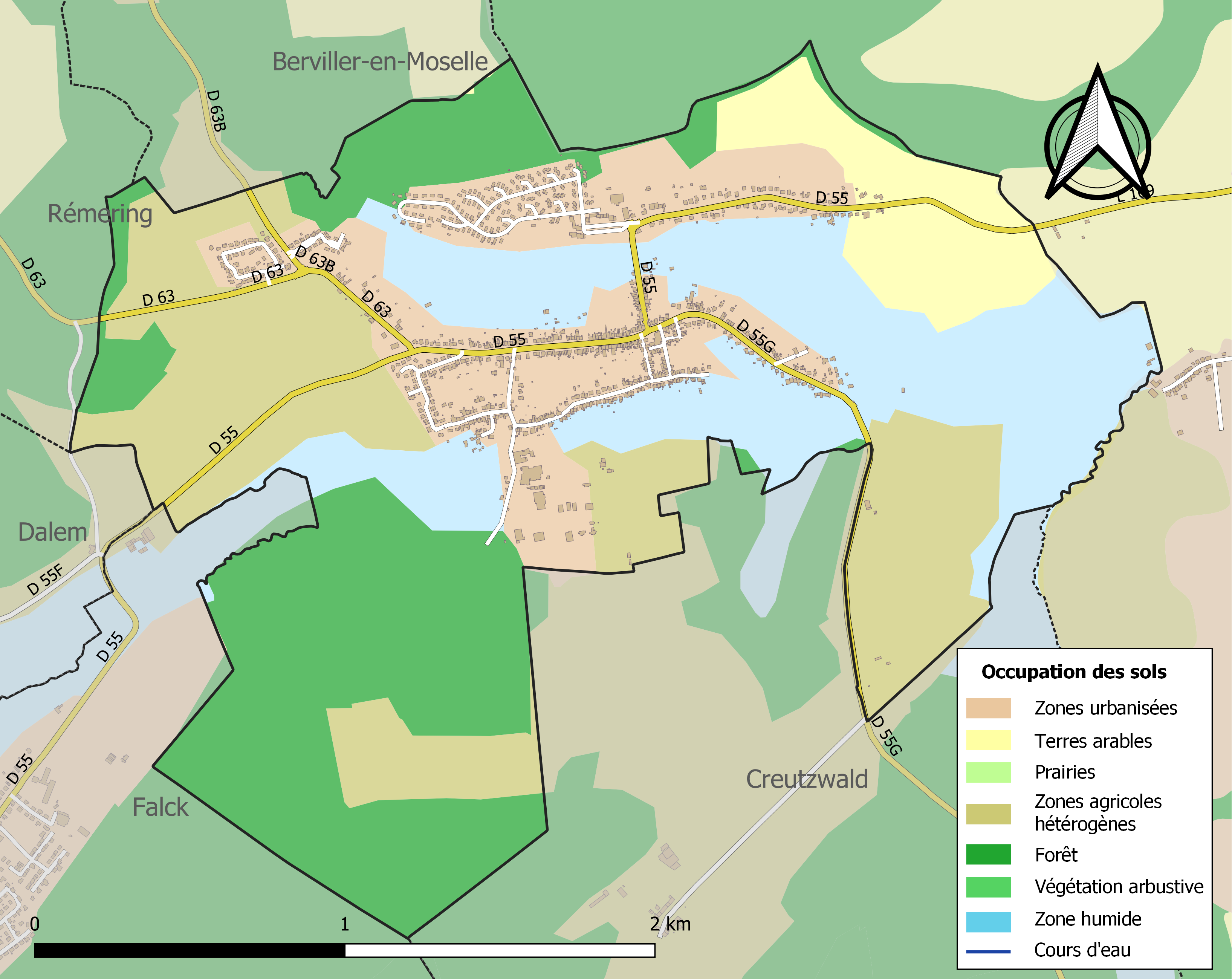
Kaart van de gemeente met de belangrijkste infrastructuur, bodemgebruik en omliggende gemeenten

## Demografie
Onderstaande figuur toont het verloop van het inwonertal (bron: INSEE-tellingen).